# Katedra w Göteborgu
Katedra w Göteborgu (szw. Göteborgs domkyrka), zwana również Katedrą Gustawa (szw. Gustavi domkyrka) – świątynia katedralna luterańskiego Kościoła Szwecji wybudowana w 1633. W 1665 r. nadano świątyni tytuł "katedry" i nazwano imieniem króla Gustawa II Adolfa, założyciela Göteborga, który rok przed wybudowaniem kościoła poległ w Bitwie pod Lützen.
Obecny kształt katedry (która w wyniku pożarów ulegała zniszczeniom w 1721 i 1802) nadany został w XIX wieku, kiedy to architekt Carl Wilhelm Carlberg przebudował ją w stylu klasycystycznym.
Katedra ma status zabytku sakralnego według rozdz. 4 Kulturminneslagen (pol. Prawo o pamiątkach kultury) ponieważ została wzniesiona przed końcem 1939 r. (3 §).